# ذا بورنج كمباني
ذا بورنج كمباني (بالإنجليزية: The Boring Company) أو الشركة المملة؛ هي شركة خاصة في مجال الأنفاق والبنية التحتية أسسها إيلون مسك في أواخر 2016. أشار ماسك إلى أن الازدحام المروري في لوس أنجلوس وحدود شبكات المواصلات ثنائية الأبعاد الحالية كانا إلهامًا له لمشروع شركة الأنفاق.
نالت الشركة إذنًا ببناء نفق في ميريلاند وإنشاء نفق للمركبات فائقة السرعة في شيكاغو.

## تاريخ
تأسست الشركة في عام 2016، بعد أن ذكر إيلون مسك فكرة صنع الأنفاق على حسابه على تويتر.
وبحلول شباط / فبراير 2017، بدأت الشركة في حفر خندق اختبار بطول 30 قدما (9 أمتار) و 50 قدما (15 مترا) وخندق اختبار بعمق 15 قدما (4.6 متر) في مباني مكاتب سبيس إكس في هوثورن ، كاليفورنيا، لأن البناء على موقعها لا يتطلب تصاريح. وقال إيلون مسك عندما صرح الموظفين بعد ظهر يوم الجمعة أن الأمر سيستغرق أسبوعين على الأقل لنقل سيارات الموظفين في موقف للسيارات والبدء في حفر الثقب الأول مع آلة الحفر النفقي المسماة (ذا بورنج كمباني) وقال «دعونا نبدأ اليوم ونرى ما أكبر حفرة يمكننا حفر ما بين الآن وبعد ظهر الأحد، والعمل 24 ساعة في اليوم دون توقف .» وفي وقت لاحق من ذلك اليوم، ذهبت السيارات وكان هناك حفرة موجودة في الأرض.
في مقابلة خلال مؤتمر تيد في مايو 2017، صرح إيلون مسك أن مشروع هذه الشركة قد أخذ 2٪ من وقته، مما يجعل هذا المشروع هواية شخصية.